# マリー・ゲルトルーデ・フォン・ベルレプシュ

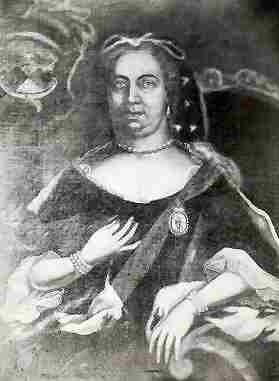
ベルレプシュ伯爵夫人

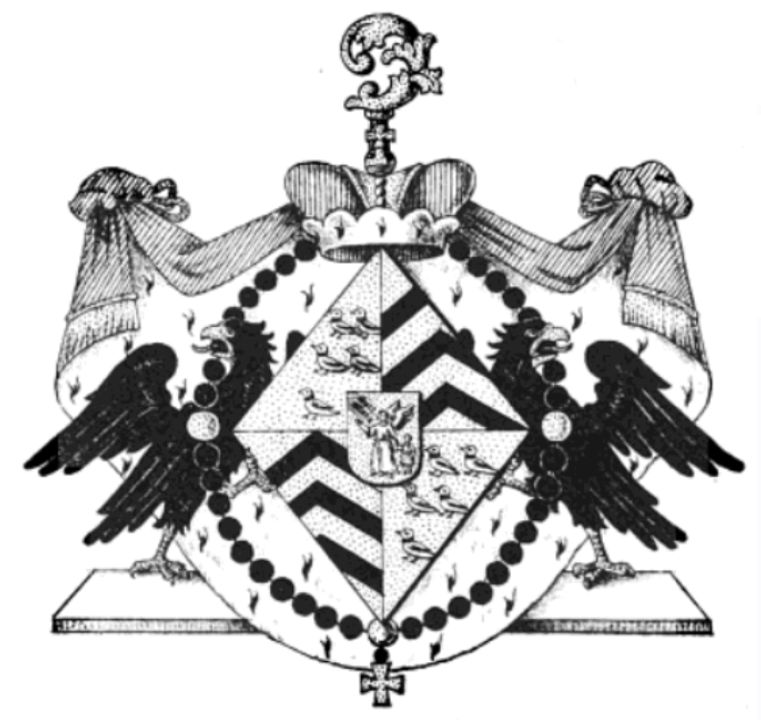
1706年にゲルトルーデが修道院長として諸侯身分を授けられた際に作成された「ベルレプシュ侯」の紋章、『ジープマッヒャー紋章大鑑』1882年版に記載

マリー・ゲルトルーデ・フォン・ベルレプシュ（Marie Gertrude Freifrau von Berlepsch, 1654年 - 1723年）は、ドイツの貴族女性。スペイン王妃マリア・アンナ・フォン・デア・プファルツの女官長として、スペイン・ハプスブルク朝末期のスペイン宮廷で大きな影響力を持った。

## 生涯
アダム・ヘルボルト・ヴォルフ・フォン・グーデンベルク（1629年 - 1691年）と妻アンナ・カタリーナ・フォン・ウント・ツー・ブーヒェナウの間の娘マリー・ヨーゼファ・ゲルトルーデ・ヴォルフ・フォン・グーデンベルク（Marie Josepha Gertrude Wolff von Gudenberg）として出生。1672年ヴュルテンベルク公国軍の士官ヴィルヘルム・ルートヴィヒ・フォン・ベルレプシュ（1639年 - 1676年）と結婚し、間に2人の息子をもうけたが、夫は4年後の1676年フィリップスブルク包囲戦従軍時に負った傷が元で死亡する。幼子2人を抱え未亡人となった後は経済的困窮に苦しんだ。
1680年、神聖ローマ皇帝レオポルト1世の知遇を得て、プファルツ選帝侯ヨハン・ヴィルヘルムに嫁いでいた皇帝の異母妹マリア・アンナ・ヨーゼファの第二侍女として雇われる。選帝侯夫人ヨーゼファは1689年に薨去するが、ヨハン・ヴィルヘルム選帝侯の推挙により、その弟でレオポルト皇帝に陸軍元帥として仕えるカール・フィリップ公子がポーランドから迎えた新妻ルイーゼ・シャルロッテ・ラジヴィウの家中に迎えられる。翌1690年、ヨハン・ヴィルヘルム選帝侯の妹でスペイン王カルロス2世に後妻として嫁ぐことになったマリア・アンナの女官長としてマドリード宮廷入りするよう命じられる。ゲルトルーデは若く孤独な王妃に最も信頼される相談役となり、外孫のヨーゼフ・フェルディナント・フォン・バイエルンをカルロス2世の後継に推すマリアナ・デ・アウストリア王太后の影響力から王妃の立場を守ろうとした。王太后の死後、ゲルトルーデの影響力はますます強まり、彼女はスペイン宮廷においてオーストリアの利害を代表する者として振舞った。皇帝は1695年8月5日付でゲルトルーデと2人の息子を帝国伯に列し、彼女は君恩に報いようと皇帝への忠誠を篤くした。
ゲルトルーデは初めこそスペイン宮廷から快く迎えられたが、まもなくスペイン人たちから憎まれるようになった。1695年、スペイン国務会議は提案書の中にゲルトルーデの女官長解任を盛り込もうとした。彼女の名前はスペインでは「ベルリプス（Berlips）」と発音されていたが、人々はこれと似た発音で「ヤマウズラ」を意味する「ラ・ペルディス（La Perdiz）」というあだ名で彼女を呼ぶようになった。1699年、もはやこれ以上の政治工作は難しいと判断したレオポルト皇帝により、スペインから召喚された。
1700年3月末ウィーン宮廷に参内し、レオポルト皇帝よりボヘミアの領邦貴族（ラントザッセ）への編入を認められる。1705年には新皇帝ヨーゼフ1世の特旨によりボヘミア・モラヴィア・シレジアの3邦における帝国伯に昇格した。そして1706年、プラハ新市街に新しく設立された女性の在俗修道団体「天使奉仕会（„Zu den Engeln“ ）」の初代修道院長の地位を与えられ、修道院長の地位に基づき1706年9月22日付で帝国諸侯（フュルスト）の格を認められた。同時に帝国諸侯としてのベルレプシュ家の紋章を与えられたが、これは同家の者として諸侯身分を認められた唯一の例となった。
1697年、ゲルトルーデはフルダ司教領の5分の1の土地の抵当権を入手したうえでこれを現金化し、アイヒェンツェルのファザネリー城などを所有することになった。この件でフルダ修道院長アーダルベルト・フォン・シュライフラスとの係争が起きたため、1700年この土地を7万1000グルデンで売却した。そして同年中に28万5000グルデンを拠出し、ニールス川沿いの小都市コルシェンブロイヒに程近いミレンドンクの城館及び領主領を帝国直属領の格で購入した。彼女はこの城で晩年を過ごし、死後も同城内に葬られた。

## 子孫
夫との間にもうけた2人の息子は、母と共に帝国伯に叙された。ゲルトルーデの直系子孫は1809年に途絶えた。
- ジッティヒ・ヘルボルト・フォン・ベルレプシュ（1673年 - 1712年） - 在スペイン・ポーランド大使、1698年伯爵令嬢マリア・マクシミリアーネ・フォン・シュタディオンと結婚
  - マリア・フィリッピーネ・ヨーゼファ・フォン・ベルレプシュ（生没年不詳） - マインツの聖アントン洗足カルメル会女子修道院院長
  - マリア・アンナ・ヨハンナ・フォン・ベルレプシュ（1707年 - 1737年） - 従兄フィリップ・アントン・フォン・ベルレプシュと結婚（1733年没）、ヨハン・フランツ・ハインリヒ・カール・フォン・オシュタイン（ドイツ語版）伯爵と結婚
    - ヨハン・フリードリヒ・カール・マクシミリアン・フォン・オシュタイン（ドイツ語版）（1735年 - 1809年）
- ペーター・フィリップ・フォン・ベルレプシュ（1676年 - 1721年） - 皇帝侍従、男爵令嬢マリア・カタリーナ・フォン・クラムと結婚
  - フィリップ・アントン・フォン・ベルレプシュ（1702年 - 1733年） - トリーア選帝侯侍従、従妹マリア・アンナ・ヨハンナ・フォン・ベルレプシュと結婚

## 引用
1. ↑  Gothaisches genealogisches Taschenbuch der adeligen Häuser 1904, Fünfter Jahrgang, S. 61ff (digital.ub.uni-duesseldorf.de)
2. ↑  Bock, Hans Manfred (28 October 2019). Die Wolff von Gudenberg: Zur Sozialgeschichte und Familienchronik eines Adelsgeschlechts der Region Kassel (ドイツ語). kassel university press GmbH. p. 404. ISBN 978-3-7376-0444-4. 2021年10月11日閲覧.